# Новософиевка (Харьковская область)
Новософиевка (укр. Новософіївка) — село в Дмитровском сельском совете Богодуховского района Харьковской области Украины.
Код КОАТУУ — 6320882005. Население по переписи 2001 г. составляет 260 (111/149 м/ж) человек.

## Географическое положение
Село Новософиевка находится левом берегу реки Рябинка. Ниже по течению в селе Воскресеновка на реке находится плотина, которая образует Воскресеньевское водохранилище. На безымянном левом притоке, который протекает по балке Попов Яр, также сделаны многочисленные запруды.
Ниже по течению примыкает к селу Ивановка. Выше по течению — село Дмитровка. На противоположном берегу расположено село Бабаки.

## История
- 1674 — дата основания.

## Культура
- Клуб (сгорел в 2004 году).

## Экономика
- Новософиевский фельдшерско-акушерский пункт.

## Достопримечательности
- Братская могила советских воинов и Памятный знак воинам-односельчанам. Похоронены 73 воина.